# Набэсима Наомасу (1676—1755)
Набэсима Наомасу (яп. 鍋島 直愈, 10 июля 1676 — 26 октября 1755) — самурай княжества Сага периода Эдо, 3-й глава линии Сироиси рода Набэсима.

## Биография
Родился в семье вассала даймё Саги Набэсимы Наотаки, владельца деревни Сироиси, и Онари, дочери Кумасиро Наонаги. В 1717 году Наотака вышел в отставку и передал главенство Наомасу.
В сентябре 1738 года Набэсима Наомасу передал главенство семьи своему сыну Набэсиме Наосукэ и ушёл в отставку, приняв имя Тэцурю (徹龍). Уйдя на покой, Наомасу оставил сочинение из пяти статей, в которых проповедовал лояльность государству.
Был женат на троюродной сестре, Омино, дочери Набэсимы Мицусигэ, 3-го даймё Саги.